# Luca Giannini
Luca Giannini (Sinalunga, 29 aprile 1948) è un allenatore di calcio ed ex calciatore italiano.

## Carriera

### Giocatore
Come calciatore ha vestito tra le altre le maglie di Nardò, Pistoiese, Pisa, Torino, Viareggio.

### Allenatore
Nel 1982 e nel 1983 è il vice di Luís Vinício, oltre che, per un breve periodo, di Bruno Pace.
Ha allenato il Pisa nella Serie B 1989-1990 conquistando la promozione in Serie A, poi venne confermato alla guida dei neroazzurri anche nella stagione successiva in massima serie (nella prima parte del campionato affiancato dal Direttore Tecnico Mircea Lucescu e poi da solo a partire da marzo). Nell'estate 1991 viene confermato alla guida del sodalizio nerazzurro retrocesso in Serie B, ma viene esonerato dopo tre giornate nelle quali il Pisa non aveva totalizzato alcun punto.
Dal 1993 al 1997 è stato il selezionatore della Nazionale Under-19.
Dal 1997 al 2000 ha affiancato Marco Tardelli sulla panchina della Nazionale Under-21, vincendo un Europeo di categoria e partecipando alle Olimpiadi di Sydney. Seguirà il tecnico come Vice-Allenatore anche nelle esperienze all'Inter, al Bari, nella Nazionale dell'Egitto e all'Arezzo.
Dopo diversi anni di inattività, il 29 settembre 2011 accetta l'incarico di vice-allenatore della Pistoiese, militante in Serie D, affiancando mister Alessandro Birindelli. Circa un mese dopo, il 31 ottobre, i due vengono esonerati dopo che la squadra era precipitata all'ultimo posto in classifica.